# Svend Asmussen at Slukafter
Svend Asmussen at Slukafter är ett livealbum från 1984 av Svend Asmussen inspelat på jazzklubben Slukafter på Tivoli, Köpenhamn.

## Låtlista
1. Believe It Beloved (James C Johnson/George Whiting/Nat Schwartz) – 6'07
2. Nadja (Svend Asmussen) – 4'25
3. Exactly Like You (Jimmy McHugh/Dorothy Fields) – 7'55
4. Hot House (Tadd Dameron) – 4'46
5. Body and Soul (Johnny Green/Edward Heyman/Robert Sour/Frank Eyton) – 7'44
6. Cocoanut Calypso (Svend Asmussen) – 5'05
7. Someone to Watch Over Me (George Gershwin/Ira Gershwin) – 5'13
8. Barney Goin' Easy (I'm Checkin' Out Goin' Bye) (Barney Bigard/Duke Ellington) – 5'47
9. Out of Nowhere (Johnny Green/Edward Heyman) – 6'49
10. Pent Up House (Sonny Rollins) – 7'00
11. Things Ain't What They Used to Be (Mercer Ellington/Ted Parsons) – 7'53

## Medverkande
- Svend Asmussen – violin
- Arne Domnérus – klarinett, altsaxofon
- Bengt Hallberg – piano
- Rune Gustafsson – gitarr
- Niels-Henning Ørsted Pedersen – bas
- Ed Thigpen – trummor